# كلينتون نجيه
كلينتون موا نجي (بالفرنسية: Clinton N'Jie) (مواليد 15 أغسطس 1993) هو لاعب كرة قدم كاميروني يلعب لصالح نادي ليون الفرنسي.

## ألقاب
ليون
كأس الدوري الفرنسي: الوصيف 2013-14

## الأهداف الدولية
| # | التاريخ        | الملعب                                                       | المنافس                     | الهدف | النتيجة | البطولة                         |
| - | -------------- | ------------------------------------------------------------ | --------------------------- | ----- | ------- | ------------------------------- |
| 1 | 6 سبتمبر 2014  | ملعب تي. بي. مازيمبي، لوبومباشي، جمهورية الكونغو الديمقراطية | جمهورية الكونغو الديمقراطية | 1–0   | 2–0     | تصفيات كأس الأمم الأفريقية 2015 |
| 2 | 10 سبتمبر 2014 | ملعب أحمدو أهيدجو الرياضي، ياوندي، الكاميرون                 | ساحل العاج                  | 1–0   | 4–1     | تصفيات كأس الأمم الأفريقية 2015 |
| 3 | 10 سبتمبر 2014 | ملعب أحمدو أهيدجو الرياضي، ياوندي، الكاميرون                 | ساحل العاج                  | 4–1   | 4–1     | تصفيات كأس الأمم الأفريقية 2015 |

## روابط خارجية
- صفحة اللاعب على موقع الدوري الفرنسي
- صفحة اللاعب على موقع صحيفة ليكيب
- كلينتون نجيه على موقع اتحاد تركيا (لاعب) (الإنجليزية)
- كلينتون نجيه على موقع رابطة كرة القدم الفرنسية للمحترفين (الإنجليزية)
- كلينتون نجيه على موقع إي إس بي إن إف سي (الإنجليزية)
- كلينتون نجيه على موقع قاعدة بيانات كرة القدم.إي يو (الإنجليزية)
- كلينتون نجيه على موقع ليكيب (الفرنسية)
- كلينتون نجيه على موقع ناشيونال فوتبول تيمز (الإنجليزية)
- كلينتون نجيه على موقع Soccerbase.com (لاعب) (الإنجليزية)
- كلينتون نجيه على موقع Soccerway.com (الإنجليزية)
- كلينتون نجيه على موقع عالم كرة القدم.نت (الإنجليزية)
- كلينتون نجيه على موقع كووورة